# جان روتسن
جان روتسن (انگلیسی: Johan Rotsen؛ زادهٔ ۱۱ اوت ۱۹۹۶) بازیکن فوتبال است.